# Stefanitag

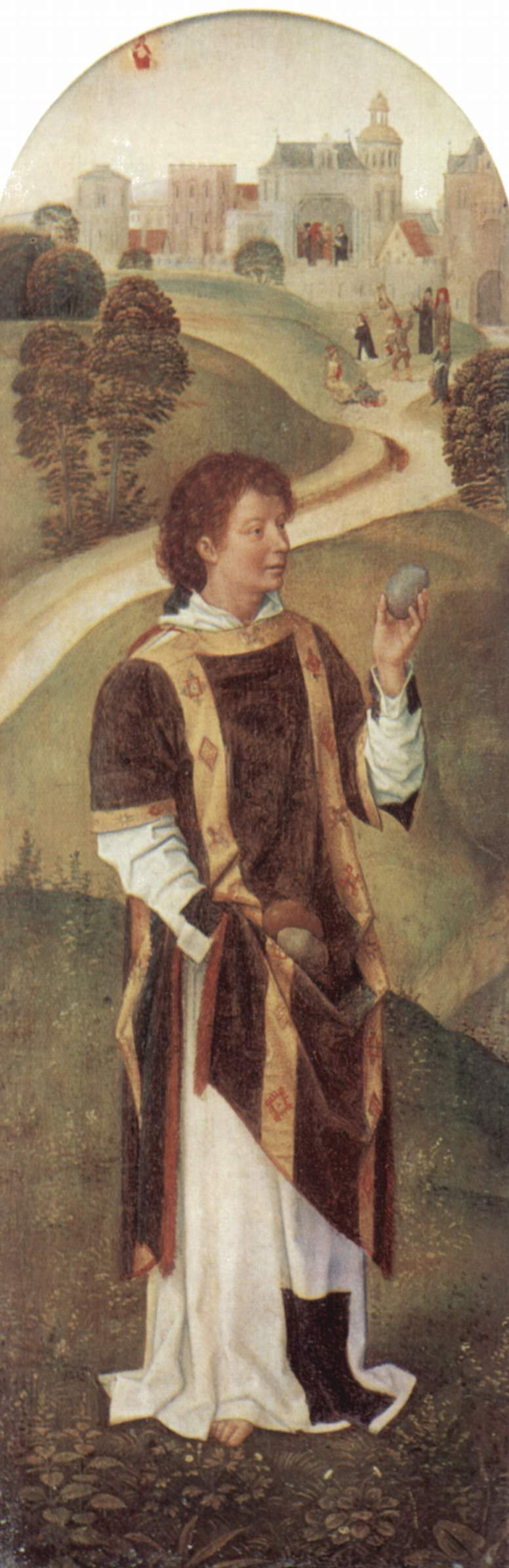
St. Stephanus von Hans Memling

Der Stefanitag, Stephanstag, Stephanitag, Stefanstag, seltener Stephanustag oder Tag des Erzmärtyrers Stephanus, wird am 26. Dezember als Fest (lateinisch Festum Sancti Stephani Protomartyris) oder Gedenktag des heiligen Diakons Stephanus gefeiert. Er gilt als erster christlicher Märtyrer, weswegen sein Gedenktag meist in der liturgischen Farbe Rot zelebriert wird.

## Verbreitung
Das Fest des ersten christlichen Märtyrers Stephanus (Apg 6,1–8,2 ) am 26. Dezember ist im Osten schon im 4. Jahrhundert bezeugt und verbreitete sich zwischen dem 5. und 7. Jahrhundert in der Ost- und Westkirche. Das Weihnachtsfest erhielt in der Liturgie erst später, frühestens ab dem 8. Jahrhundert, eine Oktav, in der aber die in diese Zeit fallenden Heiligenfeste, die Comites Christi (lateinisch für „Begleiter Christi“), erhalten blieben: Stephanus, Johannes der Evangelist (27. Dezember) und die Unschuldigen Kinder (28. Dezember). Anton Faber, Dompfarrer des Wiener Stephansdoms befand im Dezember 2016, dass der „Stefanitag [uns erinnert], dass Weihnachten nicht nur ein Fest der frommen Besinnung ist, sondern auch der Bereitschaft, bis zum Schluss am Glauben festzuhalten“.
In evangelischen Gemeinden in Deutschland wird an diesem Tag in manchen Gottesdiensten an Stephanus gedacht, da „das Gedächtnis des Erzmärtyrers Stephanus […] eine längere Tradition als das Weihnachtsfest [hat]. Es soll nicht völlig vom zweiten Weihnachtstag verdrängt werden, sondern nach Möglichkeit in einem Gottesdienst dieses Tages (eventuell am Abend) begangen werden.“ Andere Agenden wie die in Baden (1995), in der Pfalz (2006) oder die Reformierte Liturgie (1999) sehen dies nicht ausdrücklich vor. In der Evangelischen Landeskirche in Württemberg wird seit dem Jahr 2007 am Tag des Erzmärtyrers Stephanus der „Gebetstag für verfolgte Christen“ begangen. Seit 2012 wird auch in den deutschen römisch-katholischen Diözesen der Stephanustag als „Gebetstag für verfolgte und bedrängte Christen“ begangen.

## Stephanstag als Feiertag in der Schweiz
Der Stephanstag ist in folgenden Kantonen ein gesetzlich anerkannter Feiertag:
- Zürich
- Bern
- Luzern
- Uri[9]
- Schwyz
- Glarus
- Basel-Stadt und Basel-Landschaft
- Schaffhausen
- Appenzell Ausserrhoden und Appenzell Innerrhoden[9]
- St. Gallen
- Graubünden
- Thurgau
- Tessin

In einzelnen Gemeinden des Kantons Solothurn ist der Stephanstag ein gesetzlich anerkannter Feiertag.
In einigen Kantonen wird der Stephanstag wie ein gesetzlicher Feiertag behandelt:
- Obwalden
- Nidwalden
- Zug
- Freiburg
- Solothurn
- Wallis

## Liturgie
Der Stephanustag wird in der Liturgie der römisch-katholischen Kirche, der Altkatholischen Kirche, der Anglikanischen Kirche, der Evangelischen Kirche in Deutschland und der Selbständigen Evangelisch-Lutherischen Kirche als Gedenktag des Martyriums des heiligen Diakons Stephanus gefeiert. Die liturgische Farbe des Tages ist dementsprechend rot. Obwohl er in den evangelischen Kirchen in der Regel durch den zweiten Weihnachtsfeiertag verdrängt wird, hält auch die Perikopenordnung nach der Revision von 2018 an einem eigenen Proprium fest, das jenes des Christfests II ersetzen kann. Außerdem „kann auch der verfolgten Christinnen und Christen in unserer Zeit gedacht werden“.
Die Lesungen stammen aus der Apostelgeschichte über Wirken und Martyrium des Stephanus (katholisch: Apg 6,8–10 , Apg 7,54–60 ; evangelisch: Apg 6,8–15 , Apg 7,55–60 ), das Evangelium aus Matthäus (katholisch: Mt 10,17–22 , evangelisch: Mt 10,16–22 ).
Fällt der 26. Dezember auf einen Sonntag, wird in der römisch-katholischen Kirche das Fest des heiligen Stephanus vom Fest der Heiligen Familie verdrängt, ausgenommen in der Erzdiözese Wien, wo stets das Fest des Patrons der Kathedrale Stephanus gefeiert wird (→ Stephansdom).
In der griechisch-orthodoxen Kirche, der rumänisch-orthodoxen Kirche und der bulgarisch-orthodoxen Kirche wird der Stephanstag am 27. Dezember gefeiert, in der serbisch-orthodoxen Kirche am 9. Januar.

## Brauchtum
Das europäische Stephanus-Brauchtum steht in enger Verbindung zu dem Winter-Brauchtum und ist erstmals seit der Zeit Karls des Großen bezeugt (Stephanus-Minne, Stephanus-Wasser, Stephanus-Hafer-Segnung).
In römisch-katholisch geprägten Gegenden existierten bis weit in das 20. Jahrhundert zahlreiche Bräuche, die am 26. Dezember auf die Person des Heiligen, dessen (überlieferte) Biographie und insbesondere dessen Todesumstände Bezug nehmen. So etwa das „Stephanus-Steinigen“, das bestimmte Trinkrituale vor allem der männlichen Bevölkerung nach dem Kirchgang bezeichnet. Zum Teil werden diese Bräuche in reduzierter Form auch noch im 21. Jahrhundert gepflegt.

## Weitere Tagesbenennungen
In Deutschland wird der Stefanitag als Zweiter Weihnachtsfeiertag bezeichnet, in der Schweiz entweder als Stephanstag oder als Zweiter Weihnachtstag und im Commonwealth of Nations als Boxing Day.
In Österreich wird ausschließlich die Bezeichnung Stefanitag verwendet, während in der Schweiz die Form Stephanstag üblich ist.
Die Niederlande bezeichnen den Festtag als Sint-Stefanus, in Italien wird er Santo Stefano genannt. In Irland ist der 26. Dezember ein gesetzlicher Feiertag und wird auf Englisch St Stephen’s Day genannt. Auf Irisch heißt er entweder Lá Fhéile Stiofáin (Tag der Stephansfeier) oder Lá an Dreoilín (Tag des Zaunkönigs/Schneekönigs).